# Arkadi Veatceanin
Arkadi Veatceanin (n. 4 aprilie 1984, Vorkuta, RSFS Rusă, URSS) este un înotător ce a reprezentat Serbia, medaliat olimpic. A participat la 3 ediții ale Jocurilor Olimpice (2004, 2008, 2012) în care a câștigat două medalii de bronz.